# Chiaroscuro: The Private Lives of Leonardo da Vinci
Chiaroscuro: The Private Lives of Leonardo da Vinci (Chiaroscuro: Życie prywatne Leonarda da Vinci) – komiks wydawany w latach 1995–1996 przez Vertigo Comics, a następnie w 2005 r. opublikowany w postaci jednego tomu. Autorami komiksu są Pat McGreal i David Rawson, a rysownikami Chaz Truog i Rafael Kayanan. 
W 1996 r. komiks nominowany był do Nagrody Eisnera. Użyte w tytule słowo chiaroscuro oznacza światłocień - technikę malarską, którą stosował Leonardo da Vinci.

## Fabuła
Fikcyjna fabuła Chiaroscuro opowiada o życiu Leonarda da Vinci z punktu widzenia Gian Giacoma Caprottiego da Oreno (określanego tam niemal wyłącznie jako Salai), pięknego młodzieńca adoptowanego przez Leonarda, przedstawionego jako osoba samolubna, ambitna i skłonna do knucia. Ukazany jest wpływ ich związku na życie i pracę artysty - niektóre zdarzenia spotkały Leonarda właśnie z powodu manipulacji chłopaka.
W komiksie pojawiają się też spekulacje na temat homoseksualnego związku łączącego Leonarda i Salaia. Są to jednak jedynie domysły, podczas gdy wprost ukazano związki Salaia z głównym rywalem Leonarda, Michałem Aniołem, oraz kapitanem Ludovica Sforzy, Sanseverino. Jasne jest też, iż to właśnie jego Leonardo używał w roli modela w swojej pracy. Ten jednak zdradza swojego protektora, pozując Michałowi Aniołowi rzeźbiącemu Dawida.

## Wydania
- Chiaroscuro #1: Greater Than Light (lipiec 1995)
- Chiaroscuro #2: The Black Room (sierpień 1995)
- Chiaroscuro #3: Clearly In Dreams (wrzesień 1995)
- Chiaroscuro #4: Dispero (październik 1995)
- Chiaroscuro #5: Limb of Satan (listopad 1995)
- Chiaroscuro #6: Beloved Objects (grudzień 1995)
- Chiaroscuro #7: Dog Eat Dog (styczeń 1996)
- Chiaroscuro #8: The Giant (luty 1996)
- Chiaroscuro #9: The Deluge (marzec 1996)
- Chiaroscuro #10: The Great Bird (kwiecień 1996)

- Chiaroscuro: The Private Lives of Leonardo da Vinci. (wydanie zbiorcze odcinków 1-10, październik 2005, ISBN 1-4012-0498-8)

## Dzieła
W komiksie pojawiają się następujące dzieła Leonarda:
- Mona Lisa
- Ostatnia wieczerza
- Jan Chrzciciel
- Człowiek witruwiański
- Bitwa pod Anghiari
- kilka szkiców i rysunków z jego notatek